# Whelen Springs
Whelen Springs é uma cidade  localizada no estado americano de Arkansas, no Condado de Clark.

## Demografia
Segundo o censo americano de 2000, a sua população era de 84 habitantes.
Em 2006, foi estimada uma população de 81, um decréscimo de 3 (-3.6%).

## Geografia
De acordo com o United States Census Bureau, a localidade tem uma área de 0,6 km², sem área coberta por água. Whelen Springs localiza-se a aproximadamente 76 m acima do nível do mar.

## Localidades na vizinhança
O diagrama seguinte representa as localidades num raio de 32 km ao redor de Whelen Springs.